# Ben Spies
Ben Spies  (n. Germantown, Tennessee, Estados Unidos; 11 de julio de 1984) es un ex-piloto de motocicletas estadounidense. Debutó en MotoGP en 2010 y corre en motos desde los 5 años. Mide 1,80 metros. Se le conoce como "Elbowz", debido a su estilo de pilotaje en el que sobresalen los codos hacia afuera.

## Trayectoria
Comenzó a correr en motos Yamaha YSR50cc con la Central de Motos Road racing Asociación de Texas como un preadolescente.Se le apoda Elbowz debido a su estilo de conducción en los codos sobresalen hacia el exterior, es un piloto de motociclismo de carretera profesional que se convirtió en profesional en 2000. Ganó el Campeonato AMA Superbike para Yoshimura Suzuki en 2006 (sólo la segunda vez desde 1999 que su compañero de equipo Mat Mladin no lo había ganado), y lo defendió con éxito en 2007 y 2008.
En 2009 corrió en la serie del Campeonato del Mundo de Superbikes con el equipo Yamaha Italia, ganando el campeonato en su año de novato con seis puntos sobre su rival Noriyuki Haga. Spies en la actualidad vive en Longview, Texas.

### Pre-AMA
Ben comenzó a montar en motocicletas a la edad de cinco y a pilotar con ARMC a la edad de ocho años en 1993. En 1994, ganó un campeonato YSR seguido de un campeonato de 80cc en la temporada siguiente. A los 12 años, comenzó a montar en 125 Gran Premio de motos, viajó a las carreras WERA fuera de Texas. A los 14 años, Ben comenzó a montar 600, ganando más campeonatos. Él firmó con Suzuki en 2000 a la edad de 15 años, y comenzó su carrera AMA.

### AMA
En el año 2000 Spies corrió con el equipo Suzuki Valvoline. Tomó un final de temporada de quinto lugar en la ronda de Pikes Peak International Raceway de la serie AMA Supersport 750, ganó el premio AMA Horizonte de ciclismo de carretera.
De nuevo con Valvoline Suzuki en 2001, Spies ganó la ronda de Pikes Peak Campeonato de la AMA 750 SuperStock.
Para el año 2002 Spies se incorporó al equipo Attack Suzuki, a la par con Jason Pridmore. Él ganó tres veces entre los cinco primeros en el AMA Supersport, y cuatro entre los cinco primeros en la AMA Formula Xtreme.
Spies ganó el 2003 AMA Formula Xtreme del Campeonato con cinco victorias y dos podios adicionales. También impugnó la serie AMA Supersport, obteniendo una victoria en Road Atlanta y tomar dos podios adicionales. Su mejor resultado AMA Superbike de este año fue el séptimo lugar en Daytona Intl Speedway.
Spies corrió en el Campeonato AMA Supersport, obteniendo un triunfo en el Infineon Raceway, y teniendo dos acabados adicionales podio serie. Obtuvo victorias en las carreras AMA Superstock Campeonato en el California Speedway y Road Atlanta, y obtuvo dos podios adicionales en la serie.
En 2005 Spies ganó la carrera AMA Superbike en el California Speedway y obtuvo 13 podios adicionales. Fue finalista por el título AMA de Superbikes, y corrió en AMA Supersport, ganando cinco entre los cinco primeros.
Spies se incorporó al equipo Yoshimura Suzuki como compañero de equipo de Mat Mladin para 2006. Ganó el título en el Campeonato AMA Superbike con 10 victorias y siete podios adicionales. Spies tuvo seis victorias consecutivas a principios de la temporada 2006, y evitó una oleada de fines de temporada por su compañero Mladin para ganar el título por 649 puntos a 641. En total tomó 7 poles y 17 podios. Spies también obtuvo un podio en el Mazda Raceway Laguna Seca.
2007 produjo una de las batallas más apretadas del campeonato en la historia de la serie, Spies ganó su segundo Campeonato AMA de Superbikes en 2007, por un solo punto más de Mladin, con siete victorias y 12 podios adicionales. Él capturó la pole en la posición de Superbike nueve eventos, y también ganó el título AMA Superstock con siete victorias y siete poles. En 2008 Spies ganó su tercer Campeonato AMA Superbike.

### World Superbike (WSBK)

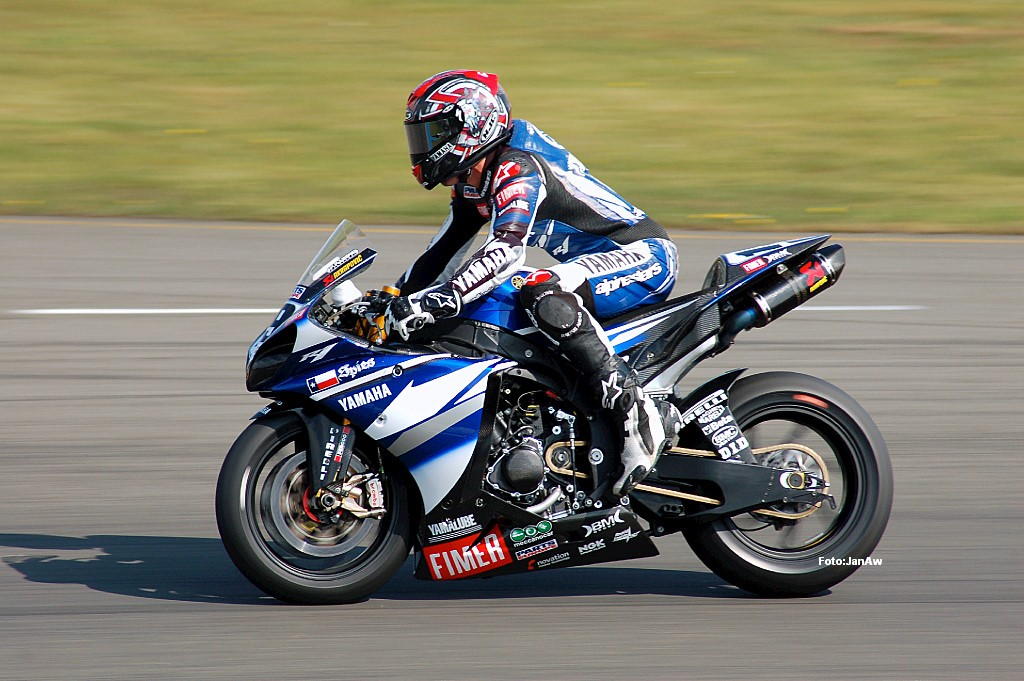
Ben Spies en el circuito de Assen en 2009 en el Campeonato Mundial de SBK

El 1 de octubre de 2008, se confirmó que Spies se sumará al Campeonato del Mundo de Superbike para la temporada 2009, montando para el equipo Yamaha. Obtuvo la victoria en la segunda carrera para convertirse en el primer estadounidense en ganar una carrera desde el WSBK Colin Edwards en 2002. Spies impresionó al motociclismo de carreras de la comunidad al ganar las dos carreras de la segunda ronda en Losail, Catar. Hace la pole, gana la carrera posterior, la vuelta rápida y el récord de vuelta del circuito.
Ben Spies hizo historia el 30 de mayo de 2009 en el Miller Motorsports Park..Ganador, y su séptima pole position. Spies rompió el récord de larga data de 6 poles consecutivas establecidos en 1991 por su compatriota Doug Polen tejano. El 24 de octubre de 2009 en el Circuito de Portimão, en Portugal se estableció un nuevo récord en poles consiguió  su pole 11 de su temporada de novato. Spies consiguió grandísimos resultados, sin tener anteriormente ninguna experiencia en Superbikes, Spies consiguió 11 poles, el 78% de las poles.
El 25 de octubre de 2009 en la ronda final del Campeonato en Portimão, Spies fue coronado como el campeón del Mundo de Superbike 2009 después de ganar una carrera, en conjunto con una caída de Noriyuki Haga rival por el título.

### MotoGP

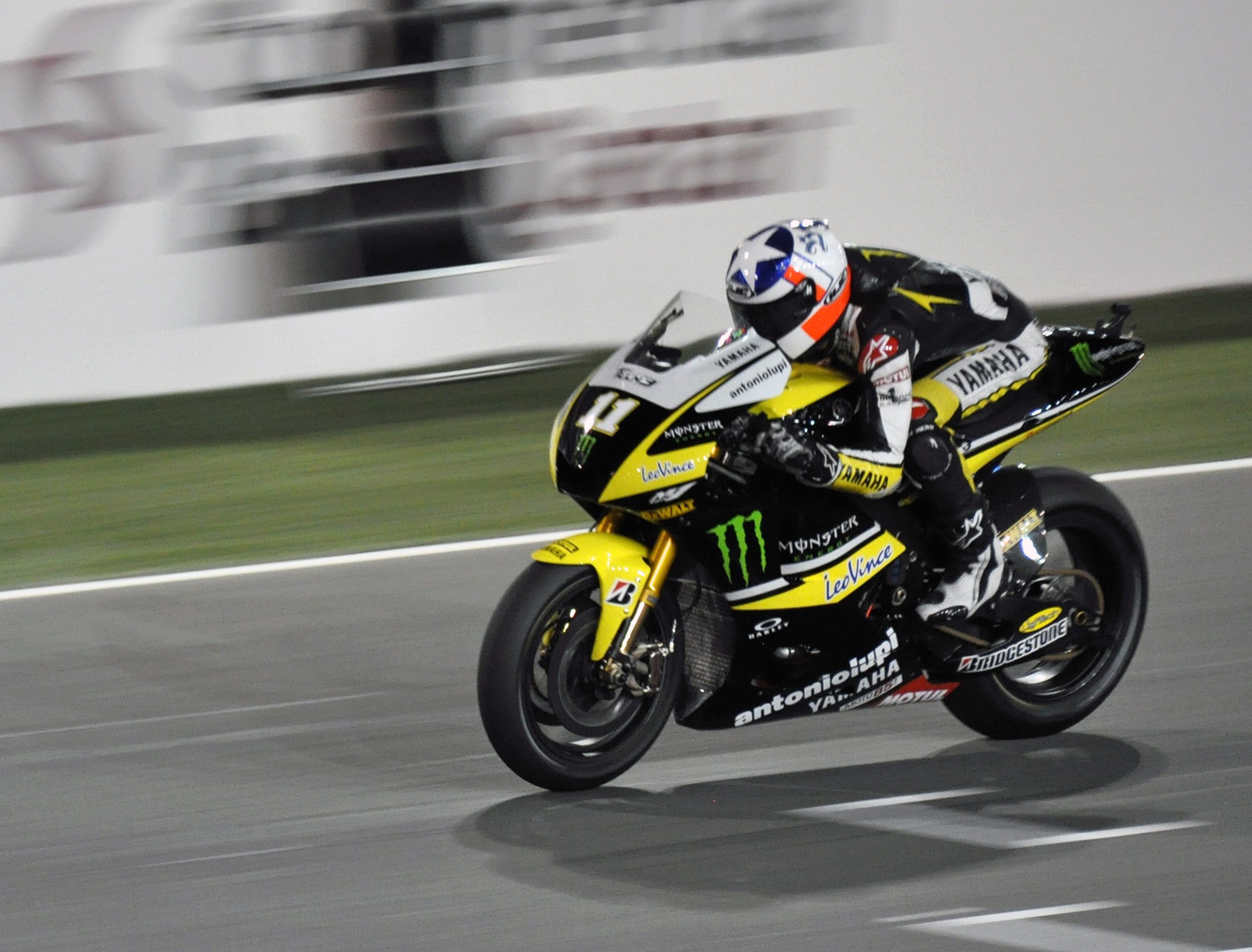
Ben Spies en el Gran Premio de Catar de 2010 con el equipo Tech 3

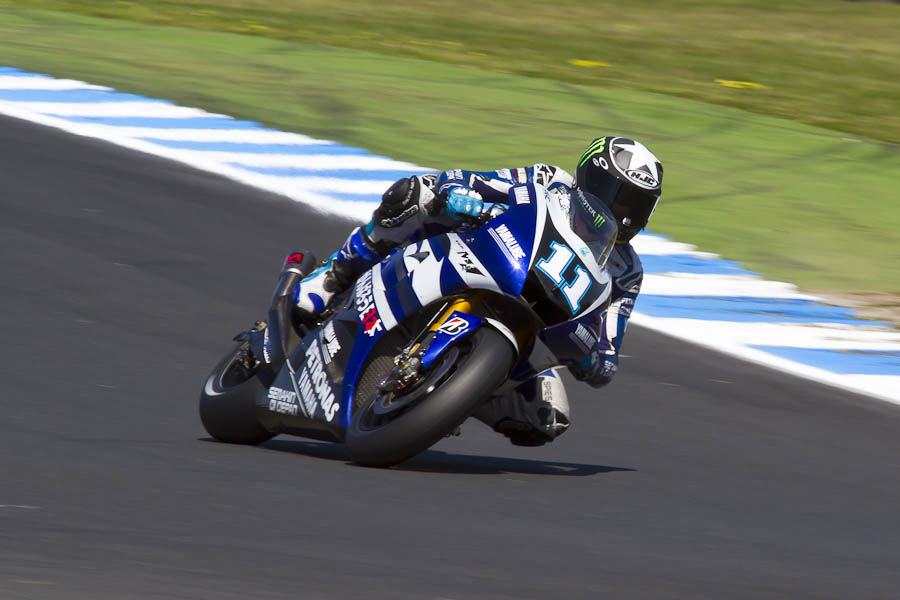
Ben Spies con el equipo oficial Yamaha en 2011 en el Gran Premio de Australia

El 1 de octubre de 2009, Yamaha confirmó oficialmente que Spies se unirá a Yamaha Tech 3 para correr en el Campeonato de MotoGP 2010. "Antes de ser incorporado a su  Yamaha Tech 3,  el lunes 9 de noviembre de 2009 en la prueba posterior a la carrera de Valencia hizo un buen trabajo para Yamaha, cruzando la línea en séptimo lugar, justo por delante de Andrea Dovizioso del equipo Repsol Honda.
Para el campeonato del año 2011, Ben pasó a formar parte del equipo Yamaha Motor Racing, teniendo como compañero al campeón mundial de 2010, Jorge Lorenzo. En un campeonato en el que el avance de las Repsol Honda de Casey Stoner y Dani Pedrosa era evidente, Spies consigue acabar 6.º en su primera carrera con el equipo en Losail.En Jerez, una carrera muy accidentada, Spies consigue evitar los problemas y adelanta a Pedrosa a basta de apenas 3 vueltas, pero cae en el giro siguiente cuando rodaba 2.º justo por detrás de su compañero. Tras otra caída en Estoril, Spies se resarce con su primer podio de la temporada en Montmeló, acabando 3.º. En Silverstone cae al suelo en mojado tras haber mostrado un buen ritmo. La buena racha de Spies continuaría en el GP de Holanda, celebrado el sábado 25 de junio de 2011, consiguió su primera victoria en la categoría.
La pole se la arrebató el italiano Marco Simoncelli por apenas 8 milésimas. Spies obtuvo el liderato en la primera vuelta y ejerció un dominio nítido, logrando además su primera vueltamás rápida mientras que Jorge Lorenzo solo pudo ser sexto tras un incidente en la salida con Simoncelli. por delante de Casey Stoner y Andrea Dovizioso. En las siguientes cinco pruebas, encadenó cinco top-5 consecutivos.
El campeonato de 2012 no fue precisamente bueno para Ben. Tras la mala experiencia en 2012, decide firmar para la temporada 2013 por Pramac Racing y pilotar una Ducati. Su compañero de escudería es el italiano Andrea Iannone. Ben Spies anuncia su retirada de la competición, puesto que lleva nueve meses de intervenciones y rehabilitación y como él mismo afirma “no ha habido ningún día sin dolor”. Sus palabras fueron claras: “Hay un día donde un deportista profesional se da cuenta de que no volverá a ser como era, ese es el momento de parar.” Esta última temporada 2013, el americano solo ha podido participar en dos GG.PP y en los entrenamientos de Indy.

## Resultados

### Por temporada
| Temporada | Categoría           | Moto   | Carreras | Victorias | Podios | Pole | Vueltas Rápidas | Puntos | Posición |
| --------- | ------------------- | ------ | -------- | --------- | ------ | ---- | --------------- | ------ | -------- |
| 2002      | AMA Superstock      | Suzuki | 8        | 0         | 1      | 0    | 0               | -      | 55.º     |
| 2002      | AMA Supersport      | Suzuki | 10       | 0         | 0      | 0    | 0               | -      | 9.º      |
| 2002      | AMA Formula Extreme | Suzuki | 10       | 0         | 0      | 0    | 0               | -      | 6.º      |
| 2003      | AMA Superbikes      | Suzuki | 5        | 0         | 0      | 0    | 0               | -      | 54.º     |
| 2003      | AMA Supersport      | Suzuki | 11       | 1         | 3      | 0    | 0               | -      | 9.º      |
| 2003      | AMA Formula Extreme | Suzuki | 10       | 5         | 7      | 1    | 1               | -      | 1.º      |
| 2004      | AMA Superstock      | Suzuki | 11       | 2         | 4      | 4    | 2               | -      | 5.º      |
| 2004      | AMA Supersport      | Suzuki | 11       | 1         | 3      | 2    | 2               | -      | 4.º      |
| 2005      | AMA Supersport      | Suzuki | 10       | 0         | 0      | 0    | 0               | -      | 4.º      |
| 2005      | AMA Superbikes      | Suzuki | 17       | 1         | 14     | 0    | 1               | -      | 2.º      |
| 2006      | AMA Supersport      | Suzuki | 7        | 0         | 1      | 0    | 0               | -      | 14.º     |
| 2006      | AMA Superbikes      | Suzuki | 19       | 10        | 17     | 13   | 9               | -      | 1.º      |
| 2007      | AMA Superstock      | Suzuki | 8        | 7         | 7      | 7    | 6               | -      | 1.º      |
| 2007      | AMA Superbikes      | Suzuki | 19       | 8         | 19     | 15   | 9               | -      | 1.º      |
| 2008      | AMA Superbikes      | Suzuki | 19       | 10        | 18     | 15   | 9               | -      | 1.º      |
| 2008      | MotoGP              | Suzuki | 3        | 0         | 0      | 0    | 0               | 20     | 19.º     |
| 2009      | Superbikes          | Yamaha | 28       | 14        | 17     | 11   | 6               | 462    | 1.º      |
| 2009      | MotoGP              | Yamaha | 1        | 0         | 0      | 0    | 0               | 9      | 20.º     |
| 2010      | MotoGP              | Yamaha | 17       | 0         | 2      | 1    | 0               | 176    | 6.º      |
| 2011      | MotoGP              | Yamaha | 16       | 1         | 3      | 0    | 0               | 176    | 5.º      |
| 2012      | MotoGP              | Yamaha | 16       | 0         | 0      | 0    | 0               | 88     | 10.º     |
| 2013      | MotoGP              | Ducati | 2        | 0         | 0      | 0    | 0               | 9      | 21.º     |
| Total     | Total               | Total  | 258      | 53        | 116    | 62   | 45              | 940    |          |

#### Carreras por temporada de Superbikes
(Carreras en negrita indicata pole position, carreras en cursiva indica vuelta rápida)
| Año  | Moto   | 1      | 1     | 2     | 2     | 3       | 3     | 4     | 4       | 5      | 5     | 6     | 6       | 7     | 7     | 8     | 8     | 9     | 9     | 10      | 10    | 11    | 11    | 12    | 12    | 13    | 13    | 14    | 14    | Pts. | Pos. |
| Año  | Moto   | R1     | R2    | R1    | R2    | R1      | R2    | R1    | R2      | R1     | R2    | R1    | R2      | R1    | R2    | R1    | R2    | R1    | R2    | R1      | R2    | R1    | R2    | R1    | R2    | R1    | R2    | R1    | R2    | Pts. | Pos. |
| ---- | ------ | ------ | ----- | ----- | ----- | ------- | ----- | ----- | ------- | ------ | ----- | ----- | ------- | ----- | ----- | ----- | ----- | ----- | ----- | ------- | ----- | ----- | ----- | ----- | ----- | ----- | ----- | ----- | ----- | ---- | ---- |
| 2009 | Yamaha | AUS 16 | AUS 1 | QAT 1 | QAT 1 | ESP Ret | ESP 2 | NED 1 | NED Ret | ITA 15 | ITA 1 | RSA 3 | RSA Ret | USA 1 | USA 1 | SMR 1 | SMR 9 | GBR 1 | GBR 1 | CZE Ret | CZE 1 | ALE 1 | ALE 2 | IMO 4 | IMO 5 | FRA 1 | FRA 4 | POR 1 | POR 5 | 462  | 1.º  |

#### Carreras por temporada de MotoGP
(Carreras en negrita indicata pole position, carreras en cursiva indica vuelta rápida)
| Año  | Categoría | Equipo         | 1      | 2       | 3       | 4      | 5       | 6       | 7     | 8      | 9      | 10      | 11      | 12      | 13    | 14    | 15      | 16      | 17      | 18      | Pts. | Pos. |
| ---- | --------- | -------------- | ------ | ------- | ------- | ------ | ------- | ------- | ----- | ------ | ------ | ------- | ------- | ------- | ----- | ----- | ------- | ------- | ------- | ------- | ---- | ---- |
| 2008 | MotoGP    | Rizla-Suzuki   | QAT    | ESP     | POR     | CHN    | FRA     | ITA     | CAT   | GBR 14 | NED    | ALE     | USA 8   | CZE     | RSM   | IND 6 | JAP     | AUS     | MAL     | VAL     | 20   | 19.º |
| 2009 | MotoGP    | Yamaha-Tech 3  | QAT    | JAP     | ESP     | FRA    | ITA     | CAT     | NED   | USA    | ALE    | GBR     | CZE     | IND     | RSM   | POR   | AUS     | MAL     | VAL 7   |         | 9    | 20.º |
| 2010 | MotoGP    | Yamaha-Tech 3  | QAT 5  | ESP Ret | FRA Ret | ITA 7  | GBR 3   | NED 4   | CAT 6 | ALE 8  | USA 6  | CZE 4   | IND 2   | RSM 6   | ARA 5 | JAP 8 | MAL 4   | AUS 5   | POR DNS | VAL 4   | 176  | 6.º  |
| 2011 | MotoGP    | Yamaha Factory | QAT 6  | ESP Ret | POR Ret | FRA 6  | CAT 3   | GBR Ret | NED 1 | ITA 4  | ALE 5  | USA 4   | CZE 5   | IND 3   | RSM 6 | ARA 5 | JAP 6   | AUS DNS | MAL C   | VAL 2   | 176  | 5.º  |
| 2012 | MotoGP    | Yamaha Factory | QAT 11 | ESP 11  | POR 8   | FRA 16 | CAT 10  | GBR 5   | NED 4 | ALE 4  | ITA 11 | USA Ret | IND Ret | CZE Ret | RSM 5 | ARA 5 | JAP Ret | MAL Ret | AUS Les | VAL Les | 88   | 10.º |
| 2013 | MotoGP    | Pramac-Ducati  | QAT 10 | AME 13  | ESP     | FRA    | ITA DNS | CAT     | NED   | ALE    | USA    | IND DNS | CZE     | GBR     | RSM   | ARA   | MAL     | AUS     | JAP     | VAL     | 9    | 21.º |